# Постройки механического завода «Людвиг Нобель»
Постройки механического завода «Людвиг Нобель» — памятник архитектуры. Расположен в Санкт-Петербурге, современный адрес — Пироговская набережная, 19, Большой Сампсониевский проспект, 30 корпуса 1, 2. Территория завода и его архитектурный ансамбль пересекаются с ансамблем Лесопильного завода и льноджутовой мануфактуры Д. Н. Лебедева, особняком и заводоуправлением Механического завода «Людвиг Нобель» с зимним садом, комплексом Жилого городка для служащих завода Л. Нобеля, не входящим в комплекс Народным домом Эммануэля Нобеля; непосредственно в охраняемый комплекс построек завода входят экспериментальный и чугунолитейный цеха.
Фабричные здания, выходящие торцами на проспект, строили К. К. Андерсон, Р. Ф. Мельцер и Ф. И. Лидваль. Из них выделяется кирпичная чугунолитейная мастерская. Согласно проекту Ф. И. Лидваля, её часть перекрыли железобетонными фермами, верхний пояс которого криволинеен. Конструкция позволила создать однопролётное перекрытие и сделать литейную просторной, позднее помещение расширил Г. Ф. Джонсон, использовав решётчатые колонны и клёпаные металлические фермы, создающие трёхнефную структуру. На фасаде большие окна чередуются с узкими простенками, проёмы оформлены бетонными перемычками, силуэт торца здания повторяет форму двускатной крыши с фонарём верхнего света. Металлические конструкции зданий (заполнение окон, опор, ферм, конструкций световых фонарей, вентиляционных шахт, покрытия и ограждения) разрабатывало Акционерное общество Артура Коппеля. В конце 1930-х годов рядом было построено трёхэтажное здание экспериментального цеха в стиле конструктивизма на железобетонном каркасе, вписавшееся в ансамбль. На фасаде светлым цветом выделены его несущие элементы, между ними витражное остекление, карниз здания — на консольной плите.
Жилой городок для рабочих построил Р. Ф. Мельцер, в конце внутриквартального проезда с этими домами Ф. И. Лидваль построил доходный дом.
В 1897—1910 году Р. Ф. Мельцер построил народную читальню, Ф. И. Лидваль в 1910—1912 годах построил особняк Нобеля.
Читальня — двухэтажное здание на высоком подвале, построено в стиле модерн, состоит из двух асимметричных корпусов. У основного корпуса во дворе выступает угловая башня. У обоих корпусов на главных фасадах есть боковые ризалиты с парадными входами, украшенными металлическими навесами-зонтиками с кронштейнами. Ризалит во дворе имеет узкие тройные окна, завершается ступенчатым аттиком, ризалит со стороны улицы завершён металлической кованной решёткой. Стены разделены на три яруса горизонтальными тягами. Жёлтое здание гладко оштукатурено, оконные наличники покрашены в красный цвет.
Жилой дом владельца, он же контора, стоял на юге участка, на набережной. Он строился под руководством К. К. Андерсона с 1870 по 1886 годы в несколько этапов. В 1902—1903 годах его реконструировал и расширил Р. Ф. Мельцер. Особняк Нобелей эклектичен, построен в стилистике итальянского палаццо эпохи Возрождения. У здания два этажа, оно жёлтое с красными деталями.
После 1917 года территория завода была увеличена за счёт соседней мануфактуры Д. Н. Лебедева, корпуса прошли реконструкцию.
Многие постройки завода сгорели в Великую Отечественную войну.
В 1953 году литейный цех реконструировали, с конца 1990-х годов здание пустовало. К 2020 году чугунолитейный цех стоял без крыши, КГИОП планировал добиваться ремонта через суд; иск был удовлетворён, ремонт начался с демонтажа всех конструкций, кроме стен здания.
В читальне после революции располагался Детский дом культуры (Дом пионеров и школьников Калининского района), в 1995 году здание получил Сбербанк, отреставрировавший парадные помещения и отремонтировавший остальные, позднее здание занял бизнес-центр.